# Sarah Moore Grimké
Sarah Moore Grimké (Charleston, 26 de noviembre de 1792 – Hyde Park, 23 de diciembre de 1873) fue una abolicionista, escritora e integrante del movimiento por los derechos de las mujeres estadounidense.
Nacida y criada en Carolina del Sur, en una familia de plantadores, se mudó a Filadelfia en la década de 1820, adscribiéndose a los cuáqueros. Su hermana menor, Angelina Grimké, se unió a ella en la lucha por la abolición. Ambas empezaron a hablar en conferencias abolicionistas, entre una tradición de mujeres que había hablado en público sobre asuntos políticos desde días coloniales, tales como Susanna Wright, Hannah Griffitts, Susan B. Anthony, Elizabeth Cady Stanton y Anna Dickinson. Contaron su conocimiento de primera mano acerca de la esclavitud, instaron a la abolición de esta y también fueron abogadas para los derechos de las mujeres.
Está considerada la autora del primer argumento público para la emancipación de las mujeres. Trabajó para librar a los Estados Unidos de la esclavitud, iglesias cristianas que se habían convertido en «anticristianas» y la discriminación contra los afroamericanos y las mujeres. Sus escritos inspiraron a sufragistas como Lucy Stone, Elizabeth Cady Stanton y Lucretia Mott varios argumentos e ideas que ayudarían a terminar el esclavismo y a comenzar el movimiento por el voto.

## Biografía

### Primeros años
Sarah Grimké nació en Charleston, Carolina del Sur, sexta de 14 niños y la segunda hija de Mary Smith y John Faucheraud Grimké. Mary era una dedicada ama de casa y un miembro activo en la comunidad. Era una dirigente en la Ladies' Benevolent Society (Asociación Benéfica de Mujeres) de Charleston, además de una ferviente anglicana, que a menudo ayudaba a pobres y mujeres en una prisión cercana. Sus creencias, junto con sus numerosas actividades benéficas, dificultaron el desarrollo de lazos afectivos con sus hijos. John era un plantador rico y prominente, además de abogado y juez en Carolina del Sur.
Las experiencias tempranas de Sarah con la educación influyeron en su futuro como abolicionista y feminista. Durante su infancia, fue profundamente consciente de la inferioridad de su enseñanza en comparación con la clásica de sus hermanos. Si bien su familia reconocía su notable inteligencia, se le impidió recibir una educación sustantiva o perseguir su sueño de convertirse en abogada, por ser objetivos «poco femeninos» (unwomanly). Recibió clases de tutores privados en materias consideradas apropiadas para una joven sureña de su clase, incluyendo el francés, la acuarela, clases de clavecín y bordado. Su padre le prestaba libros de su biblioteca para estudiar geografía, historia y matemáticas, además de sus libros de leyes; sin embargo, dirigió su aprendizaje de latín.
Sintiéndose confinada en su rol, Sarah desarrolló una conexión tal con los esclavos de su familia que disgustó a sus padres. A los doce años, pasaba sus tardes de domingo dando lecciones bíblicas a los esclavos jóvenes de la plantación. Pero, si bien trataba de enseñarles a leer por sí mismos, y ellos atendían deseosos de aprender, sus padres se lo prohibieron.
Entonces, Sarah dio lecciones en secreto a su esclava personal, Hetty, de escritura y lectura; cuando Mary y John la descubrieron, su padre enfureció de tal manera que casi hizo azotar a la joven esclava. Años más tarde, Sarah se refirió al incidente, escribiendo:

I took an almost malicious satisfaction in teaching my little waiting maid at night, when she was supposed to be occupied in combing and brushing my locks. The light was put out, the keyhole screened, and flat on our stomachs before the fire, with the spelling book under our eyes, we defied the laws of South Carolina.
Experimenté una satisfacción casi maliciosa al enseñar a mi pequeña esclava, que esperaba a la noche, cuando se suponía que estaba ocupada peinando y cepillando mis mechones. Se apagaba la luz, se tapaba la cerradura y, tumbadas ante el fuego sobre nuestros vientres, con el libro de ortografía bajo nuestros ojos, desafiábamos las leyes de Carolina del Sur.
Sarah Grimké

### Juventud
Su hermano, Thomas, fue a la Escuela de Derecho Yale en 1805. Durante sus visitas a casa, le enseñaba ideas nuevas sobre los peligros de la Ilustración y la importancia de la religión. Junto con sus estudios secretos de derecho, esta fue parte de su base en su posterior labor como activista. Su padre le dijo que si hubiera sido un hombre, habría sido el mejor abogado de Carolina del Sur.
Ella creía que el impedimento para obtener una educación superior era injusto, y reflexionaba acerca del comportamiento de su familia y vecinos, que alentaban a los esclavos a bautizarse y asistir a las ceremonias, pero no los consideraban verdaderos hermanos y hermanas de fe. Desde su juventud, creyó que la religión debía hacer hincapié en mejorar las condiciones de vida de aquellos que más sufren. Su búsqueda religiosa le llevó primero al presbiterianismo, en 1817.
Ese mismo año, su padre cayó gravemente enfermo, y los doctores de Charleston le recomendaron viajar a Filadelfia, en busca del «padre de la cirugía americana», Philip Syng Physick. A pesar de sus reiteradas objeciones, John insistió en que su hija, por aquel entonces de 26 años, debía acompañarlo como cuidadora. Sarah cedió, y abandonaron Charleston por el norte en mayo de 1819. Tras examinarlo, Physick declaró que no podía hacer nada por ayudar, y les sugirió tomar el aire del pueblo pesquero de Long Branch, Nueva Jersey. Se establecieron en una pensión, dónde, tras unas pocas semanas, John Faucheraud Grimké fallecía.
Como resultado de esta experiencia, Sarah se volvió más segura en sí misma, independiente y responsable. Permaneció unos meses en Filadelfia, conociendo a Israel Morris, quién le introduciría en el cuaquerismo, concretamente en los escritos de John Woolman. Tras volver a Charleston, decidió regresar para convertirse en pastora de los cuáqueros y abandonar su educación anglicana. Sin embargo, fue excluida e ignorada por el consejo, controlado por hombres. Posteriormente escribiría: «I think no criminal under sentence of death can look more fearfully to the day of execution than I do towards our Yearly Meeting». Aquí se convertiría en una franca defensora de los derechos a la educación y al voto de mujeres y afroamericanos.

### Madurez
En la primavera de 1827 volvió a Charleston para «salvar» a su hermana Angelina de las limitaciones del Sur. Angelina la visitó en Filadelfia entre julio y noviembre del mismo año, regresando a su pueblo natal convertida a la fe cuáquera. En ese tiempo viajaron por Nueva Inglaterra hablando en el circuito abolicionista, al principio dirigiéndose a mujeres en grandes salones e iglesias pequeñas. Sus discursos acerca del abolicionismo y los derechos de las mujeres llegaron a miles.
Angelina se trasladó a Filadelfia en noviembre de 1829, guardando con su hermana una relación estrecha y longeva; durante años Angelina llamó «madre» a Sarah, que era su madrina y cuidadora.
En 1868, Sarah descubrió que su difunto hermano había tenido tres hijos ilegítimos y mestizos como esclavos personales. Acogiéndolos en la familia, Sarah trabajó para proporcionarle educación a Archibald Grimké y Francis James Grimké, que tuvieron exitosos matrimonios y carreras, además de liderar la comunidad afroamericana. John, el menor, no estaba interesado en estudiar, y volvió a vivir al Sur.

## Activismo
Sarah y Angelina aborrecían la esclavitud y todas sus degradaciones. Habían esperado que su nueva fe aceptaría sus creencias abolicionistas que las anteriores. Sin embargo, sus intentos iniciales de atacar al esclavismo les causaron problemas con la comunidad cuáquera. Las hermanas persistieron a pesar de que veían tan importante la lucha por los derechos de las mujeres como la abolición de la esclavitud. A pesar de que Sarah tenía el deseo de «equiparar a las mujeres para su independencia económica y plena utilidad social», continuaron siendo atacadas, hasta por algunos abolicionistas, que las consideraban extremistas.
En 1836, Sarah publicó su Epistle to the Clergy of the Southern States (Epístola al Clero de los Estados Sureños); y, en 1837, las Letters on the Equality of the Sexes and the Condition of Women (Cartas sobre la Igualdad de los Sexos y la Condición de las Mujeres), de forma serial en el periódico de Massachusetts The Spectator, reimprimiéndose en The Liberator, periódico del líder abolicionista radical y en favor de los derechos de la mujer, William Lloyd Garrison. Estas mismas cartas fueron publicadas en forma de libro en 1837.
Cuándo las hermanas estaban juntas en Filadelfia, se dedicaron a realizar obras benéficas y a la Society of Friends. Rechazada e ignorada, rompió con los cuáqueros; en este momento comenzaba a calar el discurso abolicionista en el público.
Uniéndose a su hermana en la American Anti-Slavery Society, en 1836, sintió que había llegado al lugar al pertenecía, donde sus ideas y pensamientos eran respetados. Angelina y Sarah comenzaron a hablar no sólo de abolir la esclavitud, sino también acerca de la importancia de los derechos de las mujeres, lo que les acarreó numerosas críticas. Su discursos eran visto como «poco femeninos» porque hablaban a personas de ambos sexos, denominadas «audiencias promiscuas» (promiscuous audiences). También debatieron en público con hombres que estaban en desacuerdo con ellas. Esto era demasiado para la gente, que realizó duros ataques sobre su condición de mujeres; algunos sugerían que eran simples «solteronas» (spinsters) pobres mostrándose para encontrar un hombre que las quisiese.
En 1838, Angelina se casó con Theodore Weld, un líder abolicionista que había criticado severamente su inclusión de los derechos de las mujeres en el movimiento abolicionista. Angelina se retiró a la retaguardia del movimiento mientras fue esposa y madre, aunque no de inmediato; Sarah paró de hablar en público. Aparentemente, Weld le había escrito recientemente una carta en la que detallaba su insuficiencia a la hora de dar discursos. Trató de explicar que la redactó con el mayor cariño hacia ella, pero dijo que Sarah estaba perjudicando a la causa, no ayudándola, al contrario que su hermana. Sin embargo, Sarah recibió numerosas peticiones para hablar durante los años siguientes (al igual que Angelina), por lo que es cuestionable que su insuficiencia fuese tan grave como Weld la describía.
Durante la Guerra Civil (1861-1865), escribió y dio conferencias en favor del Presidente Abraham Lincoln, que emanciparía a los esclavos confederados de sus dueños con la Proclamación 95 (1863), y ilegalizaría la esclavitud definitivamente con la Enmienda XIII (1865).
Está recordada en la Boston Women's Heritage Trail.

## Punto de vista sobre la fe y la creación
Sarah Grimke vista encima la abolición es clara basado en su activismo y ella era un jugador hembra importante en el movimiento de abolición. Estas vistas estuvieron arraigadas en su Quaker la fe y ella creyeron, similar a su hermana, aquella esclavitud era contrariamente a Dios es . De modo parecido, sus vistas en los derechos de las mujeres estuvieron arraigados en la Biblia. Tenga opiniones fuertes especialmente en la historia de creación. Crea que Adam y Eve estuvieron creados igualmente, diferentes muchos quién creyó que Eve estuvo creada como regalo para Adam. También asigna mucho de la culpa para la caída encima Adam, quién estuvo tentado por un igual, en vez de Eve, quien estuvo tentado por un mal sobrenatural, el cual es más forgivable dado su inocencia. Esta vista era un argumento principal en su "Letra 1: La Igualdad Original de Mujer" qué es la fundación de sus vistas de igualdad de los sexos, el cual está hablado con más detalle en sus "Letras en la Igualdad de los Sexos y la Condición de Mujer"

## En cultura popular
- Las hermanas Grimké aparecen como protagonistas en la obra de teatro de Ain Gordon If She Stood de 2013, encargada por el Painted Bride Art Center de Filadelfia.[26]
- La autora Sue Monk Kidd basó su novela La Invención de Alas (2014) en la vida de Sarah Grimké.[27]